# Бібліотека на Межигірській
Бібліотека на Межигірській — дитяча бібліотека в Подільському районі Києва, що орієнтована на дітей та підлітків.

## Адреса
04071 м. Київ вулиця Межигірська, 25

## Характеристика
Площа приміщення бібліотеки — 240 м², бібліотечний фонд — 20,3 тис. примірників. Щорічно обслуговує 3,0 тис. користувачів, кількість відвідувань за рік — 24,0 тис., документовидач — 67,7 тис. примірників.
Обслуговує дошкільнят, учнів 1-9 класів, керівників дитячого читання.
Співпрацює із загальноосвітніми закладами мікрорайону та Подільською організацією асоціації «Зелений світ». Проводить роботу з популяризації книги та читання, організовує вікторини, конкурси. В бібліотеці постійно виставляють свої роботи діти — читачі бібліотеки.
Надаються послуги ВСО і МБА. Завідувачка бібліотеки — Мальгіноваа Лариса Павлівна.

## Історія
Бібліотека розпочала свою роботу у 1950 році в курортній зоні Пуща-Водиця. У вересні 1965 року присвоєно ім'я піонера Валі Котика. З 1982 року бібліотека працює на вулиці Межигірській.
9 листопада 2023 року Київрада своїм рішенням перейменувала бібліотеку на Бібліотеку на Межигірській. Причиною перейменування була кампанія деколонізації, що активізувалася після початку широкомасштабного воєнного вторгнення Росії в Україну.